# Sam Greller
Samuel Joseph Greller, detto Sam (Chicago, 18 maggio 1905 – Chicago, 17 marzo 1972), è stato un pallanuotista statunitense.
Ha fatto parte degli Stati Uniti che ha partecipato ai Giochi di Amsterdam 1928, raggiungendo il 5º posto.